# アシュラバスター
『アシュラバスター Eternal Warriors』(Asura Buster - Eternal Warriors)は、フウキ（富貴商会）が2000年にリリースしたアーケードゲーム。ジャンルは2D対戦型格闘ゲームである。『アシュラブレード』の続編。

## 概要
前作の3年後が舞台ということで一部のキャラクターが入れ替わっており、ゲーム全体が調整された。グラフィックは前作から一新されている。

## ストーリー
「ASURAの剣」をめぐる事件から3年後、今度は大陸の一部が沈没するという謎の大事件が発生。新たなる闘いが再び繰り広げられる。

## システム
基本的なシステムについては前作と変わらないが、前作から「武器投げ攻撃」を始めとする3ボタン同時押し技と「通常投げ」が削除されている。また、今作では「マジックゲージ」が時間蓄積だけではなく、相手の技をガードもしくは喰らうことによっても若干溜まるようになっている。

### 名称変更されたシステム
フォースアタック
前作での吹っ飛ばし攻撃に相当。攻撃ボタン2つ同時押しで相手を吹っ飛ばす攻撃を放つ。
ガードふっとばし
前作での押し返しに相当。ガード中にレバー前で相手の攻撃を押し返す。

### 新システム
ガード崩し
↓↓+強攻撃で放つ近距離ガード不能攻撃。通常投げがない本作において、投げの代わりとなる攻撃。隙が大きく、至近距離でないと当たらない。
空中回避
フォースアタックを受けた吹っ飛び中にボタン3つ同時押しすると発動する空中受け身。マジックゲージを若干消費する。
ラストスタンド
一試合中に1ラウンドのみしか使えない。K.O.またはDOUBLE K.O.時にボタン3つ同時押しすると発動する。
発動側のメリットは以下の通り。
- 体力ゲージ0、マジックゲージMAX状態でキャラクターが復活
- ほとんどの必殺技が削り能力を失うため、削られてK.O.することは基本的にない（一部必殺技は削れる）
- ラストスタンド中はマジックゲージが使い放題となる。
- 次のラウンド開始時にマジックゲージが必ずMAX状態となる。
- 相手を倒すことができれば、負けラウンドを勝ちラウンドにすることができる。

一方、発動側のデメリットは以下の通り。
- 相手もマジックゲージがMAX状態となり使い放題。次のラウンド開始時にマジックゲージが必ずMAX状態となる。
- 動けるようになると同時にカウントダウンが開始され、10秒間経過すると強制的にダウンして負けとなる。
- 発動後に攻撃が相打ちとなりDOUBLE K.O.になると発動された側、つまり相手の勝利となる。

ラストスタンドを使用したラウンドに、ラストスタンドをやり返すことはできない。DOUBLE K.O.時に片方のみが発動した場合は、発動した側の勝利となる。

## 登場キャラクター
ヤシャオウ
前作でシャドウガイストを倒す際、師の教えに背き、「力」を解放してしまった代償として大きな傷を負ってしまった。未だ力を制御できず、傷の療養もせねばならなくなり酒場で荒れる日々を送る。そんなある日王国消失事件を聞き、「また金儲けができる」と思った彼はいやな予感をしつつも王国消失事件の解決に赴く。
一部の技が前作と変更されている。
ゴート
事件後も毎晩母と姉が殺される悪夢にうなされ、その元凶を断つために旅をする。
ヤシャオウと同様に前作から一部の技が変更された。
ローズマリー
退屈を紛らわすため王国消失の原因を調査中にある少年と遭遇し、彼が出会ったゴーレムを探すことを決意する。
前作からグラフィックが一新され、胸が激しく揺れるようになった。前作では家が没落し両親も失った元貴族という凄惨な背景を背負っていたが、今作のストーリーでは執事のいる屋敷に住み、興味を持った男の子の面倒見を頼むために代価に宝石を差し出していることから、現在はかなり裕福であることがうかがえる。
タロス
王家の剣を探す旅の途中に一人の少年と出会い、旅に同行する。しかしある日、何かに導かれるように少年を宿屋に預けて、いずこかへと去ってしまう。
ヤシャオウと同様に前作から一部の技が変更されたが、前作とほぼ同様の闘い方が可能。
アリス
相変わらず不老不死の研究を続けているときに巨大な魔力を感じ取り、闘いに赴く。
前作から技がすべて一新され、別キャラクターといえるくらい変化した。ただし、『ブレード』仕様のアリスを後述の「アリス！」として使用できる。
ザン-B
アリスに恋をしてしまい、物思いにふける。アリスの声を聞いた後、いずこかへ旅立ったアリスの後をアリスの父である公爵の命令で追う。
素早くトリッキーな性能は前作と変わっていない。

### 新キャラクター
チェンマオ
自称フーティーの弟子。孤児であったがフーティーに救われたことに恩義を感じ、半ば無理矢理に押しかけ弟子となった。しかしその数日後、フーティーはなぜか黙って姿を消してしまう。短い期間に教えてくれたことを頼りに修業に明け暮れ、二年の月日を費やしたのち、師匠を探す旅に出る。
我流修行のためか、フーティーと比較するとやや癖のある技が多い。
ロクロウタ
大陸消失事件を調べるために遠い国からやってきた忍者。お供のジンスケとはぐれてしまうが、いずれ再会できるだろうと楽天的に考えている。
忍者らしく素早い技が多い。
ジンスケ
ロクロウタと同じく遠い国からやってきた侍。菅笠をかぶっている。ロクロウタとはぐれてしまい、本来の任務と彼を探すことに専念する。ナナミに好意を抱いている。
居合の達人で、中～遠距離での闘いが得意。
シッタラ
ヤシャオウと同じくASURA一族の血をひく男だが、次期族長にヤシャオウが選ばれたことで逆上、一族を皆殺しにしてヤシャオウをつけ狙う。
ヤシャオウとは違い癖のある技が多い。
レオン
ライトニングと同じく二刀流の騎士で伯爵位を持つが、性格はライトニングよりさらに尊大な上、ナルシスト。自称「薔薇の騎士」。
前作のライトニングと似た性能を持つが、一部技が異なっている。

### ボスキャラクター
ヴェベール
CPU戦4ステージ目に必ず出現する中ボス。不定形のスライムであり、巨大ナメクジのような外見。
画面の端から端まで届く太いレーザーと、凄まじい勢いで体当たりする必殺技を持ち、どちらも多段ヒットするうえ威力が高い。
後述するナナミを使用したときのみ、CPU戦で操作可能。必殺技は実質2種類のみであり、「左、左下、下、右下、右」コマンドと「右、右下、下、左下、左」コマンドのものが空中版を含めて存在する。
キング
CPU戦6ステージ目に必ず出現する最終ボス。CPU専用キャラクター。エクストラステージの条件を満たしていなかった場合、このキング戦でゲームは終了する。なお、この戦いのみ強制的に一本勝負となる。
人間の老人の姿をしているが、戦闘時には左右非対称な巨人の姿に変身する。その正体は「天空の竜」、「全てを統べしもの」であるとのことだが、どういう意味を持つ存在なのかは一切説明されておらず、詳細は不明。
宙に浮かぶ手を用いてパンチを繰り出したり剣を振り下ろす攻撃のほか、隕石を降らせて攻撃をしてくる。攻撃が当たる部位は頭と手のみである。

### 隠しキャラクター
アリス！
前作『アシュラブレード』時の性能を持ったアリス。ただし攻撃力は『アシュラバスター』に合わせてやや低めに調整されている。
CPU戦では使用キャラクターによっては固定敵として出現し、一本も落とすことなくクリア（ラストスタンドを発動して勝利しても出現条件は満たせない）した場合に出現する、エクストラステージで出てくることもある。
なお本作のエンディングのほとんどは、このエクストラステージの相手を倒した状態でないと話が繋がらず、意味が理解できないようになっている。

ナナミ
ロクロウタの妹。独自の戦闘スタイルを持たず、対戦相手と同じキャラクターに化けて戦う。なお、CPU戦で使用した場合、ヴェベール戦とボーナスステージではヴェベールに化け、キング戦とエクストラステージではロクロウタに化ける。対戦でナナミ同士を使用した場合も、ロクロウタに変化する。